# إريك موسامباني
إريك موسامباني مالونجا (مواليد 31 مايو 1978) سباح من غينيا الاستوائية. الملقب بـ "إريك ثعبان البحر" من قبل وسائل الإعلام، فاز موسامباني بشهرة دولية قصيرة في دورة الألعاب الأولمبية الصيفية لعام 2000 لتحقيق نصر غير متوقع للغاية. حيث أن موسامباني لم يسبق له أن رأى حوض سباحة بحجم أولمبي من قبل، وخاض مسابقات 100 متر حرة في وقت بطيء للغاية وغير مسبوق يبلغ 1: 52.72. وكان هذا هو أبطأ وقت في تاريخ الألعاب الأولمبية حتى الآن.
واجه موسامباني مشكلة في إنهاء السباق لكنه فاز بعد أن تم استبعاد كل من منافسيه بسبب البداية الخاطئة. على الرغم من أن وقت موسامباني كان لا يزال بطيئًا للغاية للتقدم إلى الدور التالي، إلا أنه سجل أفضل رقم شخصي جديد وسجلًا وطنيًا في غينيا الإستوائية، أصبح فيما بعد مدربًا لفريق السباحة الوطني لغينيا الاستوائية.

## حياة مهنية
حصل موسامباني على دعوة دخول الأولمبياد دون تلبية الحد الأدنى من متطلبات التأهيل، حيث قامت اللجنة المنظمة لأولمبياد سيدني 2000 إرسال دعوات لتشجيع مشاركة البلدان النامية التي تفتقر إلى مرافق التدريب الكاملة.
وقبل وصوله إلى دورة الألعاب الأولمبية، كان موسامباني لم يسبق له تجربة السباحة في حمام السباحة الأولمبي (160 قدم) 50 متر، بدأ السباحة قبل ثمانية أشهر من الألعاب الأولمبية ومارس الرياضة في بحيرة، وبعد ذلك في حمام سباحة بطول 12 مترًا في فندق في مالابو، لم يُسمح له بالدخول إلا بين الساعة 5 و 6 صباحًا.
أثار أداء موسامباني اهتمام المتفرجين ووسائل الإعلام بباولا باريلا بولوبا، السباح الوحيد الآخر من إيكواتوجوين في دورة الألعاب الأولمبية الصيفية لعام 2000. تنافست بولوبا في سباق 50 متر سباحة حرة سيدات، حيث كافحت لإنهاء السباق بزمن قدره 1: 03.97. في تسجيل رقم قياسي لأبطأ وقت في التاريخ الأولمبي لهذا الحدث، حققت أيضًا مكانة شهيرة كبيرة.
في عام 2001، تنافس موسامباني في 50 متر سباحة حرة في بطولة العالم للألعاب المائية 2001 في فوكوكا باليابان، حيث احتل المركز 88 من أصل 92 رياضيًا. سجل رقما قياسيا جديدا في غينيا الاستوائية للمسافة. كان أول رياضي ذكر في تاريخ الأمة يشارك في هذا الحدث.
على الرغم من خفض أفضل ما لديه في سباق 100 متر حرة في نهاية المطاف إلى أقل من 57 ثانية، مُنع موسامباني من الدخول إلى دورة الألعاب الأولمبية لعام 2004 بسبب خطأ في التأشيرة. لم يشارك في دورة الألعاب الأولمبية الصيفية لعام 2008. في مارس 2012 تم تعيينه مدربًا لفريق السباحة الوطني لغينيا الاستوائية.

## رد فعل اللجنة المنظمة لأولمبياد أثينا 2004
قبل بداية دورة الالعاب الاولمبية بأثينا 2004 أعلن الاتحاد الدولي للسباحة مجموعة جديدة من اللوائح التي دعوة الرياضيين من الدول الفقيرة الذين لم يحققوا ادنى مستويات التأهل للمشاركة في الاولمبياد وهو ما يقلل بشدة امكانية ظهور رياضيين جدد من طراز اريك موسامباني.
حيث أشترط الاتحاد الدولي للسباحة أن الرياضيين الذين حصلوا على دعوة المشاركة في الاولمبياد اشترط فيهم ان يكونوا قد شاركوا في بطولة العالم، وايضا في بطولة اقليمية مهمة للحصول على رخصة مشاركتهم الاولمبية.
وبعد تطبيق مجموعة اللوائح الجديدة كان طبيعيا ان يدرك موسامباني انه لن يكون له مكان في أولمبياد اثينا 2004، ومع ذلك فقد اكد موسامباني ان السبب وراء عدم مشاركته في أولمبياد اثينا هو ان السلطات المحلية في بلاده اضاعت اوراق اعتماده الاولمبية.